# لياندرو سينا
لياندرو سينا هو مدرب كرة قدم ولاعب كرة قدم برازيلي في مركز الوسط، ولد في 8 أغسطس 1976 في São João da Barra ‏ في البرازيل. لعب مع أوساسونا وغويتاكاس ونادي أمريكا ونادي أميريكانو ونادي أيه بي سي ونادي الرائد ونادي إلتشي ونادي إيتوانو ونادي تريزه ونادي ميراسول.

## وصلات خارجية
- لياندرو سينا على موقع قاعدة بيانات كرة القدم.إي يو (الإنجليزية)